# The Sims Social
The Sims Social byla hra ze série The Sims. Tato hra byla k dispozici online na síti Facebook. Hra byla spuštěna 9. srpna 2011. Hra byla poprvé představena na Electronic Entertainment Expo 2011. Hra byla poté 14. června 2013 zrušena společností EA Games.

## Little Heaven
Ocitnete se ve fiktivním městě Little Heaven a dostáváte možnost postavit si svůj dům. Můžete taktéž vlastnit i byt nebo dům v prázdninové destinaci.

## Položky v menu

### Locations
Zde máte soupis všech majetků, které vlastníte. Můžete se mezi nimi právě přes tuhle funkci přemisťovat a taky je nakupovat.

### Clothes
V tomto režimu máte možnost upravovat vzhled simíka, vybrat mu veškeré oblečení apod.

### Shop
Ve hře The Sims Social máte možnost utrácet své Simoleony, Simcash (měna směnitelná za reálné peníze) a Social Points (body získané návštěvou svých přátel).

#### Specials
Tato kategorie obsahuje různé předměty, které jsou spjaty s úkoly, jsou nějak výjimečné nebo nové ve hře.

#### Shop
Tato kategorie obsahuje podkategorie, kde jsou umístěny předměty, které zvelebují váš dům.
- Living: Tato podkategorie zahrnuje předměty, které se hodí do obývacích pokojů a jídelen. Najdete zde například pohovky, televize, knihovny, stoly a židle.
- Bedroom: V této podkategorii najdete předměty, které patří do ložnic a pokojů jako například postele, noční stolky, křesla, televize, obrazy aj.
- Kitchen: Zde najdete předměty, které jsou spjaty s kuchyní, například sporáky, lednice, mikrovlnné trouby aj.
- Skill: Tahle bývalá podkategorie přesměrovává do kategorie Skill.
- Electronics: V této podkategorii jsou zahnuty veškeré elektrické spotřebiče vaší domácnosti. Najdete zde například budíky, počítače, televize aj.
- Bathroom: Zde najdete předměty vhodné do koupelen a místností se záchody. Můžete si zde koupit záchodové mísy, sprchy, vany, umyvadla, toaletní papíry aj.
- Decoration: Předměty v podkategorii Decoration jsou různé dekorace do všech místností vašeho domu. Jsou zde různé druhy dekorací, od rostlin přes obrazy až po sochy.
- Outdoor: V podkategorii Outdoor jsou objekty vhodné do exteriérů, tedy na zahrady. Najdete zde stromy, venkovní lampy apod.

#### Build
Tahle kategorie obsahuje věci, které se budují.
- Rooms: Podkategorie Rooms dává k dispozici přidat novou místnost o dané velikost. Místnost vždy pomáhají postavím vámi dotázaní přátelé.
- Doors: Zde najdete mnoho druhů dveří a oblouků spojující místnosti.
- Windows: V této hře plní okna spíše dekorativní účely, avšak v jiných The Sims hrách jsou důležité pro přísun světla.
- Tiles: Tiles jsou podlahové krytiny. Je zde mnoho druhů parket, kachlí, kamenných podlah, PVC aj.
- Wallpapers*: Zde jsou různé tapety, malby na zeď, obklady, ať už dřevěné nebo kachličkové.

#### Storage
Zde jsou umístěny a dále roztříděny všechny předměty, které jste si zakoupily, avšak jste je nepostavili do prostoru a zároveň je neprodali.

#### Skills
Tato kategorie obsahuje podkategorie vylepšující dovednosti.
- Art:Obsahuje předměty vylepšující dovednost umění (malířské stojany, sochy).
- Athletic: Podkategorie s různými cvičebními stroji.
- Cooking: Zde naleznete předměty vylepšující vaše kuchařské dovednosti (grily, lednice, sporáky).
- Music: Předměty vylepšující vaše hudební dovednosti (kytary, piána).
- Writing: Zde jsou zahrnuty veškeré počítače a psací stroje.
- Projects: Najdete zde objekty, které se musí seskládat ze sběratelských předmětů.
- Cars: Předměty vylepšující dovednosti budování automobilů.

### Craft

#### Crafting
Zde máte možnost si ze sběratelských předmětů, které získáváte při akcích se simíky a při plnění úkolů postavit různé lektvary a předměty, které vám doplní energii nebo vám změní náladu.

#### Backpack
Zde je seznam a počet veškerých sběratelských předmětů a produktů po craftingu. Tyto předměty jsou důležité při stavbě objektů a při plnění úkolů. Některé vám mění náladu a doplňují energii. Všechny jsou omezeny počtem.

## Energie a potřeby
Tak, jako ve všech Sims hrách, i v The Sims Social má simík své potřeby. Potřeby zvyšujete a snižujete používáním předmětů k tomu určeným, například použití sprchy vám zlepší hygienu, použití kávovaru vám naopak zvýší energii, ale do záporných hodnot vám klesá potřeba jít na toaletu. Nicméně simík nemůže zemřít. Potřeby jsou barevně rozlišeny, šedé znamenají, že je nešťastný, zelené znamenají, že je šťastný. Šťastný simík získává status inspired, kdy získává více Simoleonů za interakci s předměty nebo jinými simíky. Nešťastný simík neposlouchá hráče, avšak je autonomní, tedy sám si zajistí, co potřebuje zvýšit. Při zlepšování potřeb avšak nezískává zkušenostní body, které zvýší úroveň hráče. Tyto body získává útratou za interakce žlutě orámované, které spotřebují jednu energii. Energie se sama doplňuje, nicméně je možné ji doplnit elixíry a dárky zvyšujícími energii. Energii je možné získat i u sousedů.

## Odměny
Odměny, anglicky Traits jsou odměny, které je možné vyměnit za Lifetime body. Tyto body získáte plněním úkolů a odměnou jsou právě tyto Lifetime body. Při nákupu odměny máte možnost je za další Lifetime body zvyšovat a mít tedy tuhle odměnu kvalitnější. Nejzajímavější odměnou je Ninja, kdy váš simík už při levelu jedna chodí rychle a při levelu 5 se dokonce i teleportuje.

## Sousedé
Simík má možnost navštěvovat své přátele na Facebooku, kteří hrají The Sims Social a potvrdili jste si pozvánky. U něj máto možnost si vybrat, jestli budete rivalové, nebo přátelé. Různé interakce vám dávají různé sběratelské předměty, například nepřátelská interakce vám dá Fury (vztek), přátelská pro změnu Goodwill (ochota). Interakce se sousedy vždy stojí energii, nicméně při návštěvě simíka obdržíte jednou za den 5 energie jako bonus, které můžete u něj zužitkovat. Následně pak obdržíte Social Points, Simoleony, sběratelský předmět a zvýší se vám úroveň přátelství nebo rivality. U souseda můžete i opravit rozbité přístroje a uklízet.